# Satrius cornutus
Satrius cornutus là một loài tò vò trong họ Ichneumonidae.